# Heshen
Heshen (ur. 1750, zm. 22 lutego 1799) – mandżurski generał i polityk, faworyt cesarza Qianlonga, który osiągnął najwyższe stanowiska w cesarstwie chińskim za czasów dynastii Qing i zwany był „drugim cesarzem”. Jego zawrotna kariera wzbudziła wiele zawiści, a jego nepotyzm stał się symbolem korupcji dworu chińskiego.
Syn Changbao, generała Czerwonej Chorągwi wojsk mandżurskich, pochodzącego z klanu Niuhuru; jego dziadek ze strony matki, Ying Lian, był Wielkim Sekretarzem w latach 1776-1783. Młody Heshen uczęszczał do szkoły dla dzieci żołnierzy chorągwianych i zdał egzamin urzędniczy na najniższy stopień xiucai. W 1772 wszedł w skład Gwardii Cesarskiej, by trzy lata później rozpocząć swą niebywałą karierę.
Qianlong spotkał Heshena w 1775 roku i młody gwardzista przypadł mu do gustu. W 1776 roku Heshen otrzymał stanowisko zastępcy dowódcy Niebieskiej Chorągwi, co oznaczało promocję o trzy rangi, a dodatkowo przeszedł z Chorągwi Czerwonej do bardziej prestiżowej Żółtej. Dwa miesiące później został wiceministrem finansów, następnie Wielkim Doradcą, wreszcie – Ministrem Dworu Cesarskiego. W następnym roku został dowódcą żandarmerii pekińskiej, w kolejnym - jednym z naczelników ceł w Pekinie; to dochodowe stanowisko piastował osiem lat, choć zazwyczaj przyznawano je tylko na rok.
Opisywano go jako eleganckiego (a nawet dandysa), inteligentnego i błyskotliwego, aczkolwiek jego wrogowie twierdzili, że kultury i wykształcenia miał niewiele, ale ambicji i chciwości - w nadmiarze. Błyskawiczny awans i ogromne zaufanie, jakim obdarzał go Qianlong powodowały wiele niepotwierdzonych plotek o homoseksualnym związku ponad sześćdziesięciopięcioletniego cesarza i przystojnego, młodego oficera. Według jednej z opowieści Heshen miał być inkarnacją konkubiny cesarza Yongzhenga, w której niegdyś zadurzony był młody Qianlong. Być może cesarz chciał w nim mieć zaufanego doradcę i powiernika, osobistego inspektora. Jego awans mógł być też wyrazem poszukiwania przez Qianlonga talentów wśród młodych Mandżurów, którzy w większym stopniu niż ich zsinizowani krewniacy mieli zachować cnoty pierwotnych zdobywców Chin.
Z takim zadaniem wysłał go w 1780 roku do Yunnanu; Heshen udowodnił korupcję, zarzucaną tamtejszemu gubernatorowi generalnemu Li Shiyao. W czasie swego pobytu przygotował też dokładny raport na temat południowych prowincji. W tym samym roku został mianowany dowódcą Błękitnej Chorągwi, Ministrem Finansów i naczelnikiem cesarskiej biblioteki, odpowiedzialnym za kompilacje wielkich encyklopedii cesarskich. Rok później wysłano go do stłumienia rebelii muzułmanów w Gansu. Jako dowódca okazał się zupełnie niekompetentny, co nie przeszkodziło mu odebrać wielkich nagród, gdy trzy lata później powstanie stłumiono. Pełnił kolejno (i równocześnie) funkcje Ministra Finansów, Służby Państwowej, a od 1786 roku – Wielkiego Sekretarza, zajmując równocześnie do 20 pomniejszych urzędów. Ciągle awansując, w 1798 roku otrzymał tytuł diuka (od 1790 roku był też teściem ulubionej córki cesarza).
W 1794 roku opiekował się misją dyplomatyczną lorda Macartneya, która przybyła do cesarza Qianlonga. Skorzystał wtedy z usług towarzyszącego misji lekarza, ponieważ nie mogli mu pomóc specjaliści chińscy. Dr Hugh Gillan zdiagnozował u niego poważny artretyzm i przepuklinę.
W latach 80. i 90. XVIII wieku obsadził swymi poplecznikami wszystkie ważne urzędy: przykładowo, młodszego brata, Helina, mianował Ministrem Robót Publicznych, cesarskim namiestnikiem w Tybecie, gubernatorem generalnym Syczuanu i dowódcą podczas powstania Miao. Za ich pośrednictwem zgarniał niebywałe zyski; nawet udowodnione przypadki korupcji wśród jego wysoko postawionych podwładnych nie były mu w stanie zaszkodzić. Macki sieci związanych z nim urzędników sięgały najdalszych krańców imperium, np. Tajwanu. Szczyt potęgi osiągnął po formalnej abdykacji Qianlonga w 1796 roku, który nie pozwolił swemu następcy realnie rządzić, dawał za to wolną rękę swemu faworytowi. M.in. w tym okresie Heshen zagarnął miliony na dostawach dla wojska podczas tłumienia powstań Białego Lotosu i Miao (1795–1806).
Jego upadek nastąpił w miesiąc po śmierci Qianlonga, którego następca, Jiaqing, był zdeterminowany ugruntować swoje panowanie, pozbywając się wszechwładnego ministra. Heshena oskarżono o nadużycia i zmuszono do samobójstwa, pozbawiając równocześnie wszystkich tytułów. Jego syn, cesarski szwagier, zatrzymał jedynie stanowisko odziedziczone po dziadku. Jiaqing nie zdecydował się jednak na czystkę i pozbycie się wszystkich popleczników Heshena, co utrudniło późniejszą walkę z korupcją.
Kwestią dyskusyjną jest na ile stopień skorumpowania Heshena był rzeczywiście wyjątkowy, a na ile typowy dla qingowskiej administracji. Fakt skazania za korupcję 30 ze 139 gubernatorów prowincji za panowania Qianlonga, może wskazywać to drugie. Kampania oskarżeń, jaką po jego upadku rozpętali jego wrogowie, skutecznie utrudnia ocenę jego postaci.